# Злыдни
Злы́дни (бел. злыдні, укр. злидні) — в мифологии украинцев, белорусов — демонические существа, духи, враждебные человеку, его недоля, беда; в эстонской мифологии и эстонских народных сказаниях — злобные, враждующие между собой люди, живущие в течение многих веков, или злые помощники Рогатого, враги Калевипоэга (ед. ч. эст. paharet). 
В славянской мифологии злыдни обычно невидимы, и обитают в доме или сидят на плечах человека. Серьёзного значения в народных верованиях злыдни не имели. Иногда считаются синонимом родственных персонажей: Доля, Недоля, Горе-Злосчастье, Лихо, Беда (укр.) и других. 
В эстонской мифологии злыдни видимы людьми и похожи на них (в отличие от духов зла). Они вредят людям или подстрекают их к дракам и преступлениям; завистливы; зачастую очень грязные.

## История
В Толковом словаре живого великорусского языка Владимира Даля Злыдни (м. мн.): 
- сев. и зап.:
  - тяжкое, бедовое время; година бедствий, нужда, крайность, бедность, голод;
  - слёзы, печаль, горе, беда;
  - малость чего-либо, небольшое, ничтожное количество; ничего;
  - обида, насилие властей, тягота; нападки, сплетни;
- тмб. шалости, проказы, пакости[1].

Белорусы представляли злыдню в образе невидимой женщины, у которой нет языка, глаз и ушей, прежде она была змеёй. В иных местах злыдни представлялись в виде худых облезлых животных, живущих в доме за печкой. Также в белорусской мифологии злыдни — вредные мифологические персонажи, которые часто живут под печкой. Как правило, злыдни похожи не то на горбатых котов, не то на собак. Часто эти странные существа обуты в высокие сапоги и носят шапки-ушанки. Постоянно занимаются всяческим вредительством и, когда вылезают из под печи, стараются быстро навести беспорядок. В белорусском фольклоре иногда говорится, что злыдни поселяются в домах тех, кто хочет быстро разбогатеть. Говорят, что в доме, где поселяются злыдни, хозяева часто болеют, а в огороде не растёт урожай.
В русском фольклоре персонаж является одним из имён Недоли (плохой доли), имеет синонимы: Недоля, Горе, Беда, под которыми упомянут в русских народных сказках, у Афанасьева — Горе. Миф восходит к рубежу XVI—XVII веков, когда на основе народных сказок была составлена «Повесть о Горе-Злочастии», образ которой затем много использовался в литературе, например у Н. А. Некрасова «Кому на Руси жить хорошо», С. Я. Маршака «Горя бояться — счастья не видать». 
По поверьям, от недоли или злыдней избавиться очень трудно, но возможно. Для этого нужно хитростью заставить их залезть в мешок и бросить его в болото. Злыдней можно связать и оставить на дороге, заманить под камень, закопать, и т. п. Они перейдут к тому, кто их освободит, обычно в сказках это завистливый сосед или барин. 
В польских народных сказках схожий персонаж, живущий за печкой, может представать в образе голубя, говорящего «я ваша беда», от которого избавляются так же. Похож сюжет сказки «О рыбаке и черте», рассказывающей, как рыбак избавился от беды с уловом, обманом связав чёрта и утопив, и чёрт затем стал водяным в омуте.
Эстонский эпос «Калевипоэг», песнь десятая:
Жили-были братья — злыдни,
Ссорились они от ветра,
Препирались по-пустому...
От вражды им стало тесно,
Стало душно им от злобы...
Злыдни бросили хозяйство,
Вздумали переселяться...
В современном украинском языке слово злидні употребляется в значении «бедность». Злыдни отличаются от пассивной доли: последняя только не содействует благосостоянию человека, первые приносят ему несчастье. В некоторых местностях злыдней представляли в образе невидимых стариков-нищих: где они поселятся, там вечно будет бедность.
Представления о злыднях близки мифам о домовом, которого могли характеризовать и отрицательно, приписывая к нечистой силе, и называть: лихой, другая половина, не свой дух, лиходей, домовый дьявол, нечистый. Домовой представлялся обитавшим за в углу за печкой, в образе старичка небольшого роста. Подвидом домового, более недобрым к людям, считался дворовой. Схожести видны с сюжетом польской сказки «О гномах», в которой в углу дома расступается земля, выходит гном, и дарит сокровища доброй служанке злой пани. Схожие сюжеты есть в литовских сказках, где мифические существа одаривают добрую падчерицу или служанку, а дочь завистливой хозяйки убивают или делают бедной. 
В народном колдовстве до сих пор есть обряд со схожим назначением, называемый «переклад», при котором проблемы наговариваются на предмет, оставляемый затем на перекрёстке. Похожее значение было и в древнеиудейском обряде «козёл отпущения», при котором брали двух козлов (для сравнения: «счастье» и «горе-злосчастье» из сказки «Две доли»), затем на одного козла наговаривались беды и изгоняли в пустыню, а другого приносили в жертву Богу.